# Mario Sartor
Mario Sartor (Padova, 26 maggio 1946) è uno storico dell'arte italiano, specializzato in arte latinoamericana.

## Biografia scientifica
Storico dell'arte e dell'architettura, allievo di Lionello Puppi e di Sergio Bettini, Mario Sartor si è laureato in Lettere classiche a Padova, e i suoi studi si sono focalizzati fondamentalmente sulle culture precolombiane e, successivamente, sul mondo coloniale iberico ed infine su quello latinoamericano. Professore ordinario, ha insegnato per trent'anni Storia dell'arte latinoamericana presso l'Università di Udine ed è stato visiting professor in varie Università straniere. Sposato con la sociolinguista Flavia Ursini, ha due figli, Francesco e Michele.
I suoi primi interessi sono stati rivolti alle culture amerindiane con ricerche storico-artistiche ed antropologiche, incentrando i suoi interessi sulle interazioni culturali nel XVI secolo, nel periodo cruciale del contatto tra indigeni e mondo europeo, con particolare attenzione verso l'area mesoamericana. Gli anni successivi furono dedicati a scavi archeologici in area maya e allo studio della letteratura indigena, oltre che all'iconografia religiosa ed alle trasformazioni culturali durante il periodo coloniale. Sono di questo periodo, La città e la conquista (1981) e Il Libro di Chilam Balam di Chumayel (1989), che ebbero il plauso, tra gli altri, di Eugenio Battisti e Christiane Joost Gaugier.
Le conoscenze acquisite frattanto in ambito latinoamericano lo hanno portato, in collaborazione con la sociolinguista Flavia Ursini, a studiare una comunità di origini venete stanziatasi a fine Ottocento sugli altipiani messicani. Lo studio antropologico e linguistico ebbe come risultato un corposo saggio, citatissimo, pioniere in un campo di ricerca che ebbe singolari sviluppi.
Contemporaneamente allargò i suoi interessi all'ambito storico-architettonico, con studi mirati a evidenziare il ruolo dell'architettura militare nel Mediterraneo e nel Continente americano, pubblicando l'edizione critica di un trattato di architettura militare che diede il via a un filone di ricerca destinato a durare un trentennio, focalizzato in particolare sullo sviluppo delle tecnologie militari legate alle fortificazioni degli Antonelli, architetti militari italiani attivi in Spagna e nelle colonie iberoamericane dalla seconda metà del XVI sino alla metà del secolo successivo. Spicca in particolare l'edizione critica delle Epitomi di fortificationi moderne di Giovan Battista Antonelli (2009).
Rimaneva costante nella ricerca degli anni novanta un filone principale, dedicato all'architettura e all'iconografia coloniali nell'America di colonizzazione iberica, di cui è testimonianza una serie di saggi -tra cui va ricordato il volume Arquitectura y Urbanismo en Nueva España. Siglo XVI (1992)- in cui spicca l'attenzione dedicata al ruolo della trattatistica e alla capacità creativa di soluzioni e impasti originali.
A partire dagli anni novanta apriva un nuovo filone di ricerca che spostava progressivamente gli interessi verso l'arte prodotta a partire dall'indipendenza latinoamericana, agli inizi dell'Ottocento, fino ai nostri giorni, intesa come maturazione di nuove coscienze nazionali e di contatti sempre più profondi e proficui con il mondo europeo e, infine, con il mondo statunitense. La fortunata coincidenza di periodi di studio vissuti all'estero con riconoscimenti internazionali ("Distinguished Scholar" presso il Getty Center di Santa Monica per l'anno accademico 1993-94, borsista ancora al Getty nel 1996 ed infine a Berlino, nel 1997) gli hanno consentito di sviluppare alcuni settori della ricerca che hanno riguardato tanto la formazione del linguaggio artistico e della iconografia ottocentesca, quanto la nascita della modernità e lo sviluppo delle arti contemporanee latinoamericane, con un particolare interesse focalizzato sul fenomeno continentale del muralismo. Hanno marcato gli ultimi decenni l'edizione di due voluminosi saggi sull'arte latinoamericana contemporanea, la fondazione a Udine del Centro Internazionale Alti Studi Latinoamericani, di cui è stato presidente fino al 2014, l'edizione della rivista "Studi Latinoamericani/Estudios latinoamericanos", la direzione della collana di volumi "Testi e saggi latinoamericani", per l'Editrice Forum di Udine.
Ha organizzato numerosi convegni e congressi internazionali su temi latinoamericani di arte, cultura, beni culturali e ambiente, invitando studiosi, responsabili di istituzioni e politici di gran parte dei paesi coinvolti, venendo a supplire alla frequente mancanza di dialogo tra i vari Paesi latinoamericani in ambiti di comune interesse. L’apice dell’attività è rappresentato dalla nota Carta de Udine (2009), un documento con cui, chiudendo la Conferenza Internazionale sui Beni Culturali in America Latina, tenutasi a Udine nel settembre 2009, i partecipanti hanno delineato le necessità di salvaguardia dei patrimoni culturali nel Continente. La rivista, in particolare, ha colmato un vuoto esistente nella circolazione degli studi al di là delle singole frontiere nazionali, aprendo a un vivace dibattito.

## Opere

### Saggi in volume
- La città e la conquista, Roma, Gangemi Editore, 1981.
- Cent'anni di emigrazione, (con Flavia Ursini), Crocetta del Montello, Antiga Editore, 1983.
- Il Libro di Chilam Balam di Chumayel. Mito e cronaca in un testo maya yucateco. Versione italiana. Introduzione e postfazione a cura di Mario Sartor, Padova, CLEUP Editore, 1989.
- Anonimo Napoletano, ovvero le nuove inespugnabili forme diverse di città e castelli, Padova, CLEUP Editore, 1990.[12]
- Arquitectura y urbanismo en la Nueva España. Siglo XVI. México, D.F., Mondadori-Azabache Editores, 1992.
- Arte latinoamericana contemporanea. Dal 1825 ai giorni nostri, Milano, Jaca Book, 2003.[13]
- Epitomi di fortificationi moderne, di Giovan Battista Antonelli. Edizione critica di Mario Sartor, Udine, Forum Editrice, 2009.
- Caminos y protagonistas del arte latinoamericano. Visiones y revisiones, México, D:F:, Editorial Iberoamericana, 2015.[14]

### Saggi in riviste (selezione)
- Algunas hipótesis acerca de la orientación en el urbanismo precolombino, "Boletín del Centro de Investigaciones Históricas y Estéticas", Universidad Central de Venezuela, 19 (1974), pp. 28-42.
- Urbanistica coloniale iberica ed utopismo urbano nell'esperienza rinascimentale, "Rivista dell'Istituto Nazionale d'Archeologia e Storia dell'Arte", serie III, anno III (1980), pp. 151-172.
- Scavi a Colha, Belize. Note su un centro produttivo maya, "Rivista dell'Istituto nazionale d'Archeologia e Storia dell'Arte", serie III, anno IV (1981), pp. 177-207.
- Considerazioni sopra alcuni aspetti dell'architettura latinoamericana nell'età barocca, in Simposio Internazionale sul Barocco Latinoamericano, Roma 21/24 aprile 1980, Atti, vol. I, a cura di E. Clementelli e T. Seghi, Roma 1982, pp. 284-293.
- Contributi italiani e mediazioni iberiche nei processi artistici iberoamericani (secc. XV-XVII), "Rivista dell'Istituto Nazionale d'Archeologia e Storia dell'Arte", III serie, anno XIII (1990), pp. 223-263.
- La città latinoamericana tra antecedenti precolombiani, leggi di fondazione e tradizione, "Zodiac", 8 (1993), pp. 14-47.
- Diego Rivera, elementi di lettura, "Critica d'Arte", 6 (1996), pp. 62-73.
- Sussurri e grida dell'arte messicana, 1900-1970, in Passione per la vita. La rivoluzione dell'arte messicana nel XX secolo. Catalogo dell'esposizione, Napoli, Castel dell'Ovo, 15 marzo-15 giugno 1997. Milano, Leonardo, 1997, pp. 19-36.
- L'"Academia de Bellas Artes" di Messico e la cultura artistica italiana, "Il Veltro", 5-6, anno XL (1996), pp. 523-559.
- Le relazioni fruttuose. Arte ed artisti italian nell'Accademia di San Carlos di Messico, "Ricerche di Storia dell'Arte", 63 (1997), pp. 7-33.
- Omaggio agli Antonelli. Considerazioni intorno a tre generazioni di architetti militari italiani attivi nel Mediterraneo e in America, in M. Sartor (ed.), Omaggio agli Antonelli, Atti del Convegno Internazionale di Studi, 3-5 ottobre 2003, Udine, Forum Editrice, 2004, pp. 23-68.
- Iconografía trinitaria heterodoxa en América Latina, “Procesos”, 25 (2007), pp. 9-43.
- Antigüedades y arte. Tradiciones representativas, uso de lo antiguo y conciencia nacional en los países latinoamericanos, in El pluralismo del pensar. Historia del arte y humanismo. Homenaje a Carlos Arturo Fernández Uribe, Medellín, Universidad de Antioquia, 2016, pp. 73-89.
- Frida Kahlo. Tra contemporaneità e recupero del passato. La "fortuna" critica e storiografica, In Frida Kahlo. Oltre il mito, a cura di Diego Sileo, Esposizione del MUDEC, Milano, 2018, pp. 97-119.
- Un percorso tormentato; L’arte Latinoamericana in Italia, tra "fortuna" e clamorosi silenzi. Quaderni Culturali IILA, 1(1) (2019), pp. 19-29.[15]
- Arte latinoamericano. Consideraciones desde una vertiente periférica, "Revista de Historiografía", 33, anno XVII, 1 (2020). numero monografico: El arte latinoamericano contemporáneo: la mirada europea, a cura di José Luis de la Nuez Santana, pp. 13-28.